# Kirkbean

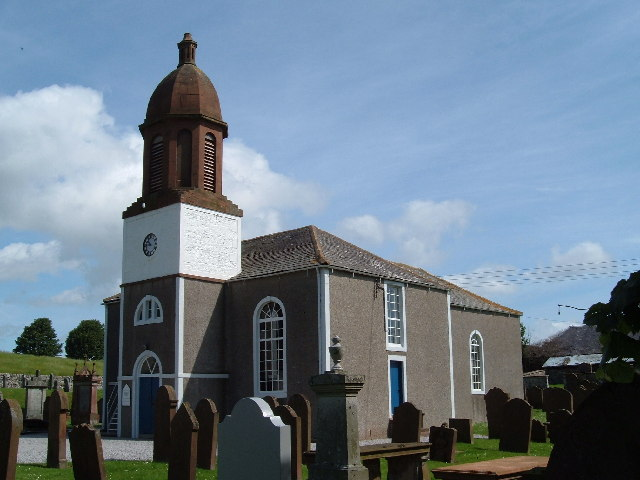
Igreja em Kirkbean

Kirkbean (em gaélico escocês:  Cille Bheathain) é uma vila escocesa e paróquia civil no Solway Firth, no condado histórico de Kirkcudbrightshire e na área do conselho de Dumfries e Galloway. No censo de 2001, as quatro pequenas vilas que compõem a paróquia de Kirkbean tinham uma população total de 643. Inclui o povoado de Loaningfoot.
O almirante e fundador da Marinha dos Estados Unidos, John Paul Jones, nasceu aqui em 6 de junho de 1747. O marinheiro John Campbell (nascido em 1720) também é natural deste local.